# 女王不下班
《女王不下班》（英語：4 Gifts／The Gifts），2010年中視自製偶像劇，並為聲色工場傳播有限公司與馬來西亞Astro合作的第一部台灣偶像劇，由張棟樑、修杰楷、李康宜、王樂妍、路嘉欣、陳乃榮等人主演，全劇於台灣北、中、南部取景，並遠至馬來西亞進行拍攝作業。中視於2010年9月19日全球首播。

## 播出時間
| 頻道       | 所在地   | 開播日期       | 播放時間                     | 集數     |
| ---------- | -------- | -------------- | ---------------------------- | -------- |
| 中視       | 台灣     | 2010年9月19日  | 每星期日22：00（全球首播）   | 共15集   |
| 中視       | 台灣     | 2010年9月26日  | 每星期日13：30（10月10日起） | （重播） |
| Astro雙星  | 馬來西亞 | 2010年12月21日 | 每週一至週五 22：30          | 共23集   |
| 星空衛視   | 香港     | 2010年12月31日 | 每週一至週五 19：00          | 共22集   |
| 中視綜藝台 | 台灣     | 2012年4月28日  | 每週一至週日23：00           | 共23集   |
| 寰宇HD綜合 | 台灣     | 2012年7月2日   | 每週一至週五22：00           | 共23集   |

## 女王不下班口號
- 若天（李康宜）：我是正義不下班的女王 你是哪一種女王呢
- 若薇（王樂妍）：女王們集合 女王不下班 現在開始打卡囉
- 茱兒（賴琳恩）：女王不下班，要記得準時找我打卡喔!
- 任少（張棟樑）：親愛的女王們 收看女王不下班 讓你愛情不孤單

## 演員表

### 主要演員
| 演員   | 角色   | 介紹 | 登場集數   |
| 張棟樑 | 任少廷 | 時尚設計師，從不接受專訪，覺得若依像初戀Irene                                                                       | 全劇       |
| 王樂妍 | 章若薇 | Vivian，時尚雜誌《La Città》的副總編輯，三個姊妹中的老二（禮物：鏡子），長的最像母親                                | 全劇       |
| 修杰楷 | 童嘉良 | 全高雄最優秀的刑事警官，隨身攜帶爸爸的lucky coin。高中時期和任少廷、楊金龍是拜把兄弟，但卻因為前女友Irene而關係決裂 | 全劇       |
| 李康宜 | 章若天 | 檢察官，章家大姊（禮物：絲巾），個性好強                                                                            | 全劇       |
| 路嘉欣 | 章若依 | 一家3人公關公司的經理，章家老三（禮物：皮箱）                                                                       | 全劇       |
| 陳乃榮 | Josh   | 花店老闆，與若依承諾要當一輩子的好朋友，但卻愛上她                                                                  | 全劇       |
| 劉紓妤 | 章若愚 | 章家老么（禮物：鋼筆），暱稱「傻傻」                                                                                | 1-9, 12-15 |

### 其他演員
| 演員   | 角色           | 介紹 | 登場集數          |
| 陳勢安 | 李郁翔         | 若依的同事，和若愚相愛 | 1-4, 7-9, 13-15   |
| 賴琳恩 | 闕茱兒         | 19歲，模特兒，喜歡任少廷，也是他初戀Irene的妹妹 | 1-2, 4-6, 11, 13  |
| 路斯明 | 林聖杰         | 章若天的大學初戀男友，司法特考的「萬年考生」，因此覺得自己配不上若天 | 1-3, 8, 15        |
| 黃健瑋 | 楊金龍         | 槍擊要犯，第14集被警方射殺身亡 | 2, 8, 14          |
| 胡桓瑋 | 楊金龍         | 少年楊金龍 |                   |
| 陶傳正 | 章銜           | 4姊妹的父親，患有阿茲海默症 | 1-10, 12-14       |
| 丁春誠 | 章銜           | |                   |
| 王樂妍 | 趙霞伶         | 設計學系系主任，章家四姊妹的母親，分別留給他們一件禮物 | 1, 13, 15         |
| 沈威年 | 童嘉良（少年） | |                   |
| 相博濤 | 任少廷（少年） | |                   |
| 林孟瑾 | Amy            | 若天的事務官 | 3-5, 7, 9, 11, 14 |
| 張兆志 | 劉沙浪（饅頭） | 刑事警員（組長），嘉良的最佳拍檔及下屬，在一次追捕楊金龍的行動中被楊金龍推下樓，因公殉職 | 1-3, 5-8, 10-11   |
| 鍾欣凌 | Linda          | 《La Città》的職員，若薇的同事 | 1, 3-7, 9-14      |
| 張珮瑩 | Carol          | 《La Città》的職員，若薇的同事 | 1, 3-7, 9-14      |
| Junior | Richard        | 《La Città》的職員，若薇的同事，非常迷任少 | 1, 3-7, 9-14      |
| 顏嘉樂 | Erica          | 時尚雜誌《La Città》總編輯，搶屬下功勞毫不手軟，對於若薇的傑出表現又愛又恨。因堅決報導任少弟弟的八卦新聞，而慘遭社長辭退                                                                        | 1, 3-7            |
| 紀培慧 | Irene          | 童嘉良高中時期的女朋友，闕茱兒的姐姐，在任少高三轉學來的那年，偷偷喜歡上任少，在一次嘉良缺席的出遊，Irene因任少的退縮，賭氣奔向大海，意外溺水而死。導致任少廷、童嘉良、楊金龍三人的好友關係決裂 | 2, 6, 11, 14      |
| 許時豪 | 任少彬         | 任少的弟弟，因天生智能障礙，五歲便被母親遺棄在療養院，直到任少回國，終於與媽媽哥哥再次重聚 | 2-3, 6-7, 12      |

### 客串演出
| 演員   | 角色       | 介紹 | 登場集數     |
| 關勇   | 檢察長     | 若天的頂頭上司 | 1-3, 7, 9    |
| 藍正龍 | 吳天良     | 大毒梟，與一干比基尼辣妹、刺青客在豪宅開PARTY，旋即被刑事組攻堅，被逮捕過程中曾一度挾持若天                                          | 1,5          |
| 郭耀仁 |            | 「Z字盃自行車賽」主持人 | 4            |
| 羅北安 | 酒吧老闆   | 與嘉良熟識，並見證嘉良與若天的「交往賭局」                                                                                           | 4,5,8-10,15  |
| 陸一龍 | 刑事局局長 | 與嘉良父親曾經共事。在嘉良幫若天擋子彈負傷入院後，將嘉良調至內勤                                                                     | 5,6,8        |
| 陳思蓉 |            | 從屏東上台北探親，迷路又遇上下雨天，恰好與若薇在同個雨棚躲雨，遂向若薇借用手機連絡兒子，多話閑聊功力深厚，講到若薇的手機沒電自動關機 | 5            |
| 艾偉   | 社長       | 《La Città》雜誌社社長 | 7,9,11,12-14 |
| 鄧九雲 | 小惠       | 饅頭的老婆，第七集身懷六甲，第八集生產                                                                                               | 7-13         |
| 徐譽甯 | 小饅頭     | 饅頭與小惠的兒子 | 8,9,11-13    |
|        | 大砲       | 嘉良的學弟，負責看守贓物室 | 7            |
| 鄒世烈 | 吉他演奏家 | 受邀至陳董夫人派對上演奏的吉他演奏家                                                                                                 | 8            |
| 王群婷 | 鋼琴演奏家 | 受邀至陳董夫人派對上演奏的鋼琴演奏家                                                                                                 | 8            |
| 余秉諺 | 陳董       | 私人派對主人，《La Città》雜誌廣告大戶                                                                                               | 8            |
| 潘奕如 | 陳夫人     | 私人派對女主人 | 8            |
| 呂曼茵 | 楊伯母     | 楊金龍的母親，雖知道自己兒子走偏，仍萬分不捨，甚至不惜拉下老臉向嘉良求情                                                             | 8            |
| 周凱文 | Tony       | 嘉良、饅頭的同事 | 7,9          |
| 趙     |            | 在酒店搭訕若薇, 後來送他回家 | 10           |
| 李之勤 | 鞏南蒨     | 知名且行事低調的設計師，與任少交情深厚，在任少的請託之下，破例出席《La Città》雜誌影音平台的錄影                                     | 10           |
| 朱芯儀 | 劭嘉琪     | 熱血女警員（編號3091），饅頭死後嘉良的新搭檔。因與嘉良槍殺楊金龍而立下大功                                                           | 11-14        |
| 陳若萍 | 泡泡糖阿姨 | 少廷、少彬生母 | 12,14        |

## 音樂

### 片頭曲/預告用曲
《24小時瘋狂》歌曲出現於第10,12,13,14，15集
- 演唱人：陳乃榮
- 作　詞：黃婷
- 作　曲：明太魚
- 提　供：相信音樂

### 片尾曲
《之間》
- 演唱人：張棟樑歌曲搭配於 第4、5、6、10、（及間奏）11、12、（及間奏）、14,（及間奏）15及間奏 集
- 作　詞：管啟源
- 作　曲：方炯鑌

### 插曲
《守候》
- 演唱人：陳乃榮 歌曲搭配於 第3、5、9、10集
- 作　詞：陳乃榮
- 作　曲：陳乃榮

《偷偷的爱》
- 演唱者：王樂妍
- 作  曲：陳科妤
- 编  曲：許橫瑞

## 重要場景

### 大台北
- 台北市中山區 大直重劃區公園
- 台北市大安區 RAW SUSHI BISTRO(ep.3)

若薇請任少吃飯，並提出採訪邀約的餐廳
- 台北市大安區 On Tap 運動酒吧(ep.4~5)

嘉良常光顧的酒館
- 台北市中山區 基倍設計公司(ep.1~7)

《La Città》雜誌社辦公室
- 台北市內湖區 貝克漢運動健康世界(ep.4)

若天找來嘉良客串健身教練，指導若薇訓練體力的健身房
- 新北市三芝區 芝柏山莊
- 新北市汐止區 汐平公路(ep.4)

「Z字盃自行車賽」比賽用路
- 新北市金山區 金寶山墓園(ep.2)

章媽安葬的墓園
- 新北市八里區 大舟造船廠(ep.5)

劇中吳天良交易的「東港十號倉庫」

### 桃園縣
- 桃園縣中壢市 國立中央大學
- 桃園縣中壢市 壢新醫院尊爵病房(ep.1、4)

章爸入住的醫院，診斷出阿茲海默症
若薇瓦斯中毒、茱兒騎單車受傷後送至的醫院
- 桃園縣大溪鎮 大溪花海農場(ep.1)

若依找到章爸的地點，從前是章爸章媽最愛的山茶花田
- 桃園縣龍潭鄉 藍月莊園(ep.1)

聖禮學院30年校友會演講會場
- 桃園縣龜山鄉 長庚養生文化村(ep.2~4)

劇中的「吉安療養院」，少彬入住的療養院，若依為了替父親找到適合的療養院而到此院參訪，正巧遇到來探視弟弟的任少

### 新竹縣
- 新竹縣竹北市 台元科技園區

### 台中市
- 台中市西區 Daily Cafe 每日咖啡館（页面存档备份，存于）(ep.1~6)

Josh的「Gudy創意花坊」
- 台中市北屯區 心之芳庭(ep.13)

任少&若薇結婚的地方
- 台中市沙鹿區 漢翔園區翔園會館[永久]

章家

### 南投縣
- 南投縣仁愛鄉 清境農場(ep.12)

Josh和若依約會

### 台南市
- 台南市中西區 國立台灣文學館(ep.1)

回憶趙霞伶(章媽)時出現的「聖禮學院」走廊，以及當時與章銜(章爸)一見鍾情的練琴室

### 高雄市
- 高雄市三民區 愛河之心
  - 如意橋(ep.2、4)

原本打算採訪若天的若薇與若依，抵達地檢署卻吃了閉門羹，兩人閑走至此，並說起如意橋的美麗傳說
- 高雄市左營區 高鐵左營站(ep.1)

章爸失蹤後，任職高雄地檢署的若天與男友聖傑搭高鐵回台北
- 高雄市苓雅區 新光碼頭(ep.2)(背景高樓為高雄85大樓)

若天欲衝進警局提訊「關係人」茱兒，反被嘉良緊急拉到此處，若天激動落淚。

### 宜蘭縣
- 宜蘭縣員山鄉 德隆行館(ep.1)

吳天良開Party的地點
- 宜蘭縣 幸福九九民宿(ep.6)

嘉良家景之一

### 國外
- 馬來西亞
  - 吉隆坡
  - 檳城 雙威酒店
  - 馬六甲 馬六甲河聖方濟教堂
  - 雪蘭莪 雪邦黃金海岸

## 相關
- 劇中四位女主角搭配《女王不下班》的劇名，依角色個性分別為：大姐若天－正義女王、二姐若薇－美麗女王、三姐若依－親情女王、老么若愚－夢想女王。
- 本劇由三姐若依(路嘉欣 飾演)擔任劇中旁白。
- 《女王不下班》沒有使用制式段落片頭，採用截取進廣告前之播出內容，約8~10秒長度作為下個段落的片頭。
- 第一集任少為了能見蠟染(Batik)的藝術大師「老爺子」，與老爺子的聯絡人持續周旋，當時兩人在河畔玩的遊戲為：「CONGKAK」（页面存档备份，存于），亦稱作分投棋。
- 工作團隊大致與《偷心大聖PS男》相同，兩劇場景亦有重複(如「天使幼稚園」VS「聖禮學院」、馬小茜與章爸入住同間醫院)，《PS男》劇男主角藍正龍在首集友情客串大毒梟「吳天良」一角，形成大貿(張兆志在《PS男》的角色)逮捕老大的有趣場景。
- 劇中八位主要男女演員群，除了李康宜與修杰楷不具備歌手身分外，張棟樑、王心如、路嘉欣、劉紓妤、陳乃榮、陳勢安全都是已發片歌手，並選用演員們即將發行的新作品曲目，作為劇中插入曲(陳乃榮、王心如)、片尾曲(張棟樑)。(片頭曲為2009年作品)
- 第二集開頭，章家四姊妹從Josh的花店取走山茶花後，由若依開車前往母親的墓園，在經過一片塗鴉河堤牆時，《死神少女》第四集開頭由阿介塗鴉的死神少女圖樣恰好入鏡。

## 大事記
| 日期                    | 活動名稱                                           | 頻道           | 播出時間                                        | 備註 |
| ----------------------- | -------------------------------------------------- | -------------- | ----------------------------------------------- | --- |
| 2010年8月12日           | 《女王不下班》開鏡記者會紀實錄                     | 中視           | 14:00~14:30                                     | 【活動地點】學學文創志業 【主持人】張兆志 【參與演員】張棟樑、修杰楷、李康宜、王心如、路嘉欣、陳乃榮、路斯明                                             |
| 2010年8月14日 ～8月17日 | 《女王不下班》至馬來西亞取景                       | 無             | －                                              | 【參與演員】張棟樑、王心如、製作團隊 |
| 2010年9月4日            | 安徒生童話世界特展                                 | 無             | －                                              | 【活動地點】中正紀念堂 【參與演員】修杰楷、李康宜、王心如、路嘉欣                                                                                        |
| 2010年9月5日            | 《女王不下班》開鏡記者會紀實錄[D LIVE]             | 中視           | 14:00~14:30                                     | |
| 2010年9月12日           | 《女王不下班》搶先看                               | 中視數位綜藝台 | 10:00~10:30                                     | |
| 2010年9月15日           | 《女王不下班》搶先看(4分鐘精華版)                  | 無             | －                                              | 聲色工場－新浪微博公佈 |
| 2010年9月17日           | 《女王不下班》首映記者會                           | 中視數位綜藝台 | 【現場活動】13:00~16:00 【電視播出】13:00~14:00 | 【活動地點】京華城12樓VOLAR 【主持人】張兆志 【參與演員】張棟樑、修杰楷、李康宜、王心如、路嘉欣、陳乃榮、賴琳恩、路斯明、陳勢安、劉紓妤                  |
| 2010年9月18日           | 參加《我猜我猜我猜猜猜》宣傳新戲                   | 中視           | 22:00~24:00                                     | 【參與演員】張棟樑、王心如、陳乃榮、賴琳恩 |
| 2010年9月19日           | 《女王不下班》首映記者會D LIVE]                    | 中視數位綜藝台 | 12:30~13:00                                     | |
| 2010年9月19日           | 《女王不下班》首播                                 | 中視           | 22:00~23:30                                     | |
| 2010年9月19日           | 《女王不下班》幕後特輯                             | 中視           | 23:30~24:00                                     | |
| 2010年9月26日           | 《女王不下班》重播                                 | 中視           | 15:30~17:00                                     | 原本固定重播時段(第1~2集)，自10月10日起更動，提前至下午1點半。                                                                                           |
| 2010年10月2日           | 「《女王不下班》，影迷來探班」粉絲見面會           | －             | 【現場活動】14:00~                              | 【活動地點】台北市京站時尚廣場1樓 (承德路廣場) 【主持人】張兆志 【參與演員】張棟樑、李康宜、修杰楷、王心如、陳乃榮、路嘉欣                               |
| 2010年10月6日           | 《女王不下班》拍攝「Z字盃自行車比賽」              | －             | 【現場活動】08:00~                              | 【拍攝地點】汐平公路 |
| 2010年10月8日           | 《女王不下班》制服派對                             | －             | －                                              | 【活動地點】LAVA Club 【備註】中視與該夜店合作宣傳，並拍攝派對參加者說slogan的畫面作為段落片頭(第五集開始)（页面存档备份，存于）、（页面存档备份，存于） |
| 2010年10月9日           | 參加《綜藝大哥大》宣傳                             | 中視           | 20:00~22:00                                     | 【參與演員】張棟樑、王心如、路嘉欣 |
| 2010年10月10日          | 《女王不下班》重播                                 | 中視           | 13:30~15:00                                     | 即日起，中視更動重播時段，提前至下午1點半。(第3集~) |
| 2010年10月15日          | 【2010紅色吉他藝術節】羅德里格斯＆鄒世烈吉他獨奏會 | －             | 【現場活動】19:30~                              | 【活動地點】國家演奏廳 【參與人物】劇中配樂演奏者－鄒世烈老師                                                                                            |
| 2010年10月15日          | 《女王不下班》yahoo企業見面會LIVE                  | 中視數位綜藝台 | 【現場活動】13:00~ 【電視播出】13:00~           | 【活動地點】YAHOO 10樓 Game Room 【主持人】 【參與演員】張棟樑、李康宜、王心如、陳乃榮、路嘉欣、琳恩、張兆志                                             |
| 2010年11月12日          | 《女王不下班》殺青！                               | －             | －                                              | |
| 2010年12月12日          | 《女王不下班》偶像劇二手衣聯合義賣                 | －             | 14:00~17:00                                     | 【活動地點】聲色工場 【主持人】王心如、張兆志 |

## 收視率（中視）
| 播映日期       | 集數 | 標題         | 平均收視 | 收視排名 | 備註                                 |
| -------------- | ---- | ------------ | -------- | -------- | ------------------------------------ |
| 2010年9月19日  | 1    | 消失的山茶花 | 1.14     | 3        | 續接30分鐘幕後特輯                   |
| 2010年9月26日  | 2    | 男人的秘密   | 0.92     | 3        | 續接30分鐘幕後特輯                   |
| 2010年10月3日  | 3    | 四個禮物     | 0.85     | 3        |                                      |
| 2010年10月10日 | 4    | 敢愛就來     | 0.78     | 4        | 因轉播國慶晚會，延至22：30播岀       |
| 2010年10月17日 | 5    | 幸運金幣     | 1.02     | 3        | 續接15分鐘幕後特輯                   |
| 2010年10月24日 | 6    | 正義之花     | 0.86     | 4        | 續接15分鐘幕後特輯                   |
| 2010年10月31日 | 7    | 追得過一切   | 0.83     | 4        | 續接15分鐘幕後特輯                   |
| 2010年11月7日  | 8    | 漫長的告別   | 0.83     | 4        | 續接15分鐘幕後特輯                   |
| 2010年11月14日 | 9    | 重新出發     | 0.77     | 4        | 續接15分鐘幕後特輯                   |
| 2010年11月21日 | 10   | 愛的迷惑     | 0.56     | 4        | 延至22：30分播出，續接15分鐘幕後特輯 |
| 2010年11月28日 | 11   | 情人節誰快樂 | 0.79     | 4        | 續接15分鐘幕後特輯                   |
| 2010年12月5日  | 12   | 勇敢愛吧     | 1.06     | 3        |                                      |
| 2010年12月12日 | 13   | 結婚近行式   | 0.91     | 3        | 播出105分鐘；續接15分鐘幕後特輯      |
| 2010年12月19日 | 14   | 愛的尋回     | 1.01     | 3        | 播105分鐘；幕後特輯                  |
| 2010年12月26日 | 15   | 我願意幸福   | 1.04     | 2        | 全劇終                               |
| 平均收視       |      |              | 0.89     | -        |                                      |

- 同時段偶像劇：台視：《鍾無艷/國民英雄》、華視：《愛∞無限/花邊教主/戀愛講義之安室愛美惠》、民視：《個人取向/愛似百匯》
- 由AGB尼爾森調查，調查範圍是四歲以上收看電視之觀眾。 
資料來源：中時娛樂

## 製作團隊
- 導　演：劉俊傑
- 編　劇：劉中薇
- 製作人：廖健行、鄭美利
- 監　製：彭澤惠
- 編　審：張庭翡、彭佳苹
- 副導演：葉宛靈
- 片頭尾導演：張清峰
- 場　記：蘇美如
- 公關宣傳：吳思漢
- 企宣小組：程芳倩、林至祥、劉欣芸、顧惠琴、洪世容
- 製作群：曾齡萱、陳子民、廖育賢、沙姐、王耀德
- 企　劃：林書安、林佳霖、林姿吟、詹宜樺
- 攝影師：蕭聖明
- 攝影組：大米數位多媒體
- 燈光組：王文棟、周士豪、鍾冠杰
- 美術指導：黑馬創意設計、簡小嘿、馬沙
- 美術設計：趙亞倩
- 美術道具：李佩芳、黃顥怡、謝純敏
- 整體造型：其前創意設計工作室、李之勤、葉超仁
- 造　型：游雯淇
- 梳　妝：林佳屏
- 梳化協力：Boris-HC
- 化　妝：余政道、牛
- 服　裝：劉庭筠
- 剪　輯：顧正言
- 後　製：彭睿穎
- 音樂提供：華納音樂、相信音樂、倍特音樂、點頭音樂
- 配樂製作：鄒世烈、洪樹駿、J.Wu
- 成　音：杰瑞音樂有限公司
- 音效配樂：余政憲
- 混　音：甯治平
- 協力編曲：蔡旻樺、郭孟玫
- 定裝劇照：小哲川
- 花絮編導：張綾育
- 幕後側寫：小鹿烏鴉影像工作室
- 花藝設計顧問：GUDY
- 製作公司：聲色工場
- 海外合製單位：Astro雙星全馬電視

## 相關商品
- 《女王不下班》寫真書
  - 作者：
  - 出版日期：2010/12/20
  - 出版社：
  - ISBN：
  - 備註：依劇中主角分多種版本發行

## 外部連結
相關官方網站
- 中視－《女王不下班》官方網站（页面存档备份，存于）（繁體中文）
中視－《女王不下班》官方Facebook（繁體中文）
聲色工場－《女王不下班》官方部落格（页面存档备份，存于）（繁體中文）
聲色工場－官方部落格（页面存档备份，存于）（繁體中文）
聲色工場的新浪微博（繁體中文）

中視官方YouTube－預告影片
- 【女王不下班】印象篇-愛情不孤單  （页面存档备份，存于）
【女王不下班】印象篇-四個禮物  （页面存档备份，存于）
【女王不下班】角色人物篇-章若天(李康宜) （页面存档备份，存于）
【女王不下班】角色人物篇-章若薇(王心如)（页面存档备份，存于）
【女王不下班】角色人物篇-童嘉良(修杰楷) （页面存档备份，存于）
【女王不下班】角色人物篇-任少廷(張棟樑) （页面存档备份，存于）
【女王不下班】角色人物篇-吳天良(藍正龍) （页面存档备份，存于）
【女王不下班】角色人物篇-茱兒(賴琳恩)（页面存档备份，存于）
【女王不下班】若天三角篇  （页面存档备份，存于）
【女王不下班】任少三角篇 （页面存档备份，存于）
【女王不下班】對戰篇  （页面存档备份，存于）

## 節目的變遷
| 中視主頻 星期日 22:00 - 23:30 10/10、11/21播出時間為22:30-24:00，12/12播出時間為22:00-23:45                                       | 中視主頻 星期日 22:00 - 23:30 10/10、11/21播出時間為22:30-24:00，12/12播出時間為22:00-23:45 | 中視主頻 星期日 22:00 - 23:30 10/10、11/21播出時間為22:30-24:00，12/12播出時間為22:00-23:45 |
| --- | ------------------------------------------------------------------------------------------- | ------------------------------------------------------------------------------------------- |
| | 女王不下班 （2010年9月19日- 2010年12月26日）                                                |                                                                                             |
| 就是要香戀 (2010年5月30日-2010年8月8日) 名偵探柯南 劇場版 (2010年8月15日、2010年8月29日-2010年9月12日) 星光傳奇賽 (2010年8月22日) | 決戰星光七 (2011年1月2日-2011年1月9日)                                                      |                                                                                             |

| 馬來西亞 ASTRO雙星 頻道324 星期一 - 星期五 20:30 - 21:30 | 馬來西亞 ASTRO雙星 頻道324 星期一 - 星期五 20:30 - 21:30 | 馬來西亞 ASTRO雙星 頻道324 星期一 - 星期五 20:30 - 21:30 |
| -------------------------------------------------------- | -------------------------------------------------------- | -------------------------------------------------------- |
|                                                          | 女王不下班 (2010.12.21 - 2011.01.24）                    |                                                          |
| 死神少女 （2010.11.23 - 2010.12.20）                     | 鍾無艷 （2011.01.25 - 2011.03.09）                       |                                                          |